# Trichoderma oblongisporum
Trichoderma oblongisporum är en svampart som beskrevs av Bissett 1992. Trichoderma oblongisporum ingår i släktet Trichoderma och familjen Hypocreaceae.   Inga underarter finns listade i Catalogue of Life.